# Le Dixième Royaume
Le Dixième Royaume (The 10th Kingdom) est une mini-série anglo-germano-américaine créée par Simon Moore d'après le roman éponyme de Kristine Kathryn Rusch et Dean Wesley Smith (The 10th Kingdom: Do You Believe in Magic?) , réalisée par David Carson et Herbert Wise, produite par RHI Entertainment. Elle a été diffusée en 5 parties de 84 minutes du 27 février au 2 mars 2000 sur le réseau NBC, puis sortie en vidéo dans un format de 466 minutes. En France, elle a été diffusée du 22 décembre 2000 au 12 janvier 2001 sur M6.

## Synopsis
Dans un univers parallèle, les contes de fées sont réalité. Les histoires de Jacob et Wilhelm Grimm, les frères Grimm, se révèlent faire partie de l'Histoire : Blanche-Neige, par exemple, a existé et était une très grande reine connue de tous, mais elle est décédée il y a longtemps. Il existe neuf royaumes dont un s'apprête à être dirigé par le jeune prince Wendell Neige, petit-fils de Blanche-Neige. Alors qu'il est prêt à être couronné, Wendell est victime d'un piège organisé par sa méchante belle-mère, qui doit terminer le travail de celle qui assassina Blanche-Neige, et ce grâce aux trolls. Il est transformé en chien et pour sauver sa vie il traverse un miroir magique qui le transporte dans un autre monde, le monde réel (Notre monde).
Depuis que sa mère a quitté le foyer, Virginia et son père habitent Manhattan. Une nuit, alors qu'elle traverse Central Park, d'étranges événements surviennent. Se promenant à vélo, elle percute un chien. Ce chien n'est, bien sûr, autre que Wendell Neige. Les trolls ne mettront pas longtemps à le retrouver, et Virginia n'aura d'autre choix que de l'aider à sauver les neuf royaumes (ainsi que le dixième, la réalité). En découvrant que sa vie va être bouleversée, Virginia vivra, avec son père ainsi que, Wolf (un loup-garou poète, follement amoureux d'elle envers qui les sentiments deviendront réciproques.), et le Prince Wendell, des aventures extraordinaires mélangeant magie, humour et contes : les attendent épreuves en tout genre, haricot magique, pommes mortelles, poisons et sortilèges, cheveux ensorcelés et hache enchantée… Leur épopée les amène à parcourir les royaumes et à retracer le chemin des frères Grimm : château de la Belle au bois dormant, verger des pommes de Blanche-Neige, prison loufoque, mine des nains, villages magiques, … à la rencontre des personnages des contes : nains, ogres, méchants chasseurs, oiseaux parlants, sorcières, bohémiens, fées…

## Fiche technique
- Titre original : The 10th Kingdom
- Titre français : Le Dixième Royaume
- Réalisation : David Carson et Herbert Wise
- Scénario : Simon Moore
- Musique : Anne Dudley
- Photographie : Chris Howard et Lawrence Jones
- Montage : Andrew McClelland
- Production : Brian Eastman, Simon Moore, Jane Prowse
- Sociétés de production : Hallmark Entertainment
- Origine : États-Unis, Royaume-Uni et Allemagne
- Langue : Anglais
- Genre : Fantastique
- Type : mini-série
- Durée : 417 minutes (télévision), 466 minutes (vidéo)
- Dates de première diffusion :
  -  États-Unis : du 27 février 2000 au 2 mars 2000 sur NBC
  -  France : du 22 décembre 2000 au 12 janvier 2001 sur M6

## Distribution
- Kimberly Williams (VF : Véronique Volta) : Virginia Lewis
- John Larroquette (VF : Philippe Ogouz) : Tony Lewis
- Scott Cohen (VF : Jean-Pierre Michaël) : Wolf, le loup
- Daniel Lapaine (VF : Damien Boisseau) : le prince Wendell
- Dianne Wiest (VF : Denise Metmer) : la Reine / Christine Lewis
- Ed O'Neill (VF : Michel Dodane) : Relish, le roi des trolls
- Ann-Margret (VF : Évelyn Séléna) : Cendrillon
- Rutger Hauer (VF : Hervé Bellon) : le chasseur
- Dawnn Lewis : Babillarde la troll
- Hugh O'Gorman (VF : François Siener) : Babiole le troll
- Jeremiah Birkett : Baraqué le troll
- Robert Hardy : le chancelier Griswold
- Warwick Davis (VF : Éric Herson-Macarel) : Acorn le nain
- Cliff Barry (VF : Jean-Jacques Nervest) : le gardien de prison
- John Hallam : Le miroir magique de la reine
- Frank Middlemass (VF : Jacques Dynam) : le juge
- Peter Vaughan : Wilfred Peep
- Lucy Punch (VF : Marie-Eugénie Maréchal) : Sally Peep
- Camryn Manheim (VF : Marie-Laure Beneston) : Blanche Neige
- John Shrapnel (VF : Pascal Renwick) : le gouverneur de la prison
- Jimmy Nail : Clay Face-de-Crapeau
- Aden Gillett : Vicomte Lansky
- Gudrun Ure : Mme Murray
- Graham Crowden : Elderly
- Moira Lister : la grand-mère
- Timothy Bateson : la fée des dents

## Personnages

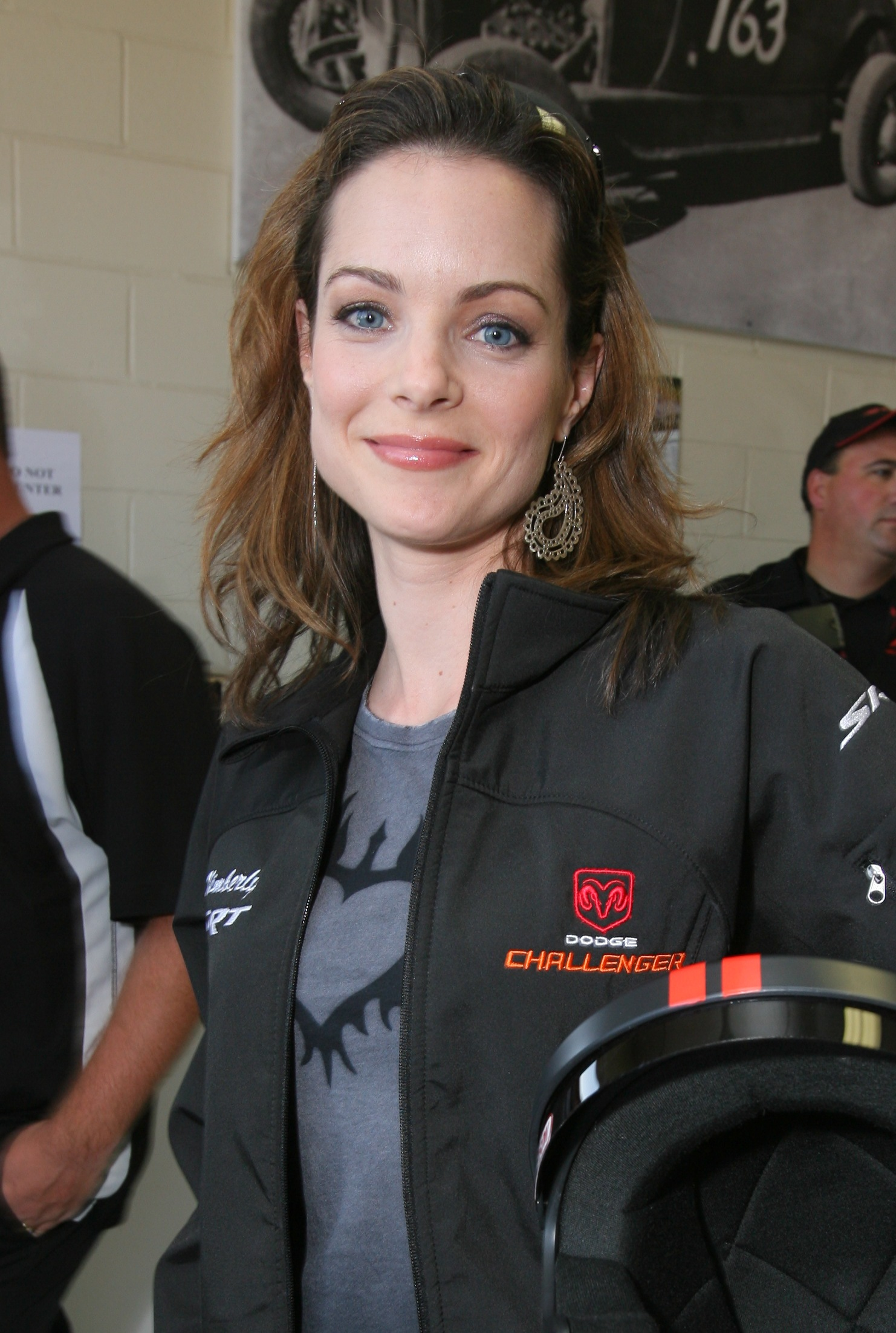
Kimberly Williams, qui interprète le personnage de Virginia Lewis.

- Virginia Lewis : C'est le personnage principal. Elle vit à New York modestement, comme serveuse dans un restaurant. Lorsqu'elle avait sept ans, Virginia s'est fait abandonner par sa mère et elle en garde une profonde blessure, même si elle ne le montre pas ! Depuis l'instant où elle est passée dans le quatrième royaume, elle veut à tout prix rentrer chez elle mais cela change vers les cinq et sixième parties, là où elle trouve d'importantes informations sur sa mère.
- Tony Lewis : De son vrai nom Anthony, il est le père de Virginia et rêve d'avoir une vie plus luxueuse. Il croit son heure de gloire venue lorsqu'il rencontre Wolf, qui lui offre un haricot réalisant les vœux en échange de quelques informations sur sa fille. Soupçonné d'avoir cambriolé une banque, il passe malgré lui dans le quatrième royaume où il se prendra d'affection pour le prince Wendell.
- Wolf, le loup : Il a été mis en prison pour avoir « mangé des agneaux. » C'est un homme à moitié loup, qui entre au service de la méchante reine. Il est censé retrouver Wendell, mais il tombe éperdument amoureux de Virginia, et prend donc sa défense... Pendant toute la série, il ne cessera de se demander de quel côté il est. Mais, d'autre part, il donne au "Dixième Royaume" sa touche comique.
- le prince Wendell : Selon la coutume, il doit visiter son royaume avant son couronnement. Mais la méchante reine le transforme en chien. Wendell réussit à s'échapper, mais la méchante reine le recherche toujours et il est contraint de se cacher, et de rester avec Virginia et Tony.
- la méchante reine : Après avoir passé sept ans dans la prison de Blanche Neige, elle s'échappe enfin dans un seul désir : tuer Wendell, petit-fils de Blanche Neige, et conquérir les neuf royaumes. Pour cela, elle utilisera miroirs, magie, et libérera Wolf de prison pour qu'il retrouve Wendell qu'elle a changé en chien. En vérité, elle est la vraie mère de Virginia qui est la dénommée Christine Lewis qui est en conflit avec Tony son ex-compagnon dans le passé et joint le monde féerique.
- Relish, le roi des trolls : Ce troll répugnant a libéré ses enfants Babiole, Babillarde et Baraqué de la prison à l'aide de ses chaussures magiques qui le rendent invisible. Il a été au service de la méchante reine, puis s'est révolté contre elle et a lancé une guerre au royaume de Wendell. Relish mettait en péril le plan de la reine, alors elle l'a tué.
- la reine Cendrillon : Elle apparaît dans la cinquième partie. On mentionne quelquefois son nom dans les parties précédentes, en précisant qu'on ne sait pas vraiment si elle est morte ou vivante. On la voit au couronnement de Wendell, du haut de ses 200 ans, et elle est la seule à repérer le comportement étrange du jeune prince, qui est en fait un chien.
- le chasseur : Il règne sur la forêt et ses flèches atteignent toujours le cœur d'un être vivant. Il est entré au service de la Reine le jour où il a tué accidentellement son fils avec une de ses flèches. Le chasseur a tué des Gitans, et a fait prisonnière Virginia, mais finalement elle s'est échappée et depuis il est à sa recherche. Il meurt d'une de ses propres flèches dans la cinquième partie.
- Acorn le nain : Échappé de la prison de Blanche Neige grâce à un tunnel qu'il avait lui-même creusé avec l'aide de Clay, il était en possession du miroir qui permettait de voyager juste avant l'avoir vendu. Puis, il s'est retiré dans les Marais et s'est installé dans la maison où se trouve la tombe de la méchante reine, celle qui a failli tuer Blanche Neige.
- Blanche Neige : Elle n’apparaît que vers la fin de la série, après la mésaventure de Virginia et de Tony chez les nains. Blanche Neige raconte son histoire à Virginia, la guide et la protège sous forme d'une apparition.

## Musique
La musique du générique Wishing on a star est d'Anne Dudley.